# Championnat du monde des voitures de sport 1983
Navigation
Édition précédente Édition suivante
Le Championnat du monde des voitures de sport 1983 est la 31e saison du Championnat du monde des voitures de sport (WSC) FIA ou Championnat du monde d'endurance. Il est réservé pour les voitures du Groupe C et Groupe B classées en trois catégories : C, C Junior et B. Il s'est couru du 10 avril 1983 au 10 décembre 1983, comprenant sept courses.

## Calendrier
| Manche | Course                                             | Circuit                      | Participants | Date          |
| ------ | -------------------------------------------------- | ---------------------------- | ------------ | ------------- |
| 1      | 1 000 km de Monza - Trofeo Filippo Caracciolo      | Autodromo Nazionale di Monza | 19           | 10 avril      |
| 2      | 1 000 km de Silverstone - Grand Prix International | Circuit de Silverstone       | 27           | 5 mai         |
| 3      | 1 000 km du Nürburgring - Bitburger-ADAC           | Nürburgring                  | 34           | 29 mai        |
| 4      | 24 Heures du Mans                                  | Le Mans                      | 51           | 18 au 19 juin |
| 5      | 1 000 km de Spa - Trophée Diners Club              | Circuit de Spa-Francorchamps | 28           | 4 septembre   |
| 6      | 1 000 km de Fuji                                   | Fuji Speedway                | 37           | 2 octobre     |
| 7      | 1 000 km de Kyalami - Castrol                      | Circuit de Kyalami           | 40           | 10 décembre   |

## Résultats de la saison

### Attribution des points
Les points sont distribués aux dix premiers de chaque course dans l'ordre de 20-15-12-10-8-6-4-3-2-1 points, toutefois :
- Les pilotes qui ne conduisent pas la voiture dans un certain pourcentage de tours dans une course n'ont pas droit aux points.
- Les constructeurs ne reçoivent les points que de leur voiture la mieux classée, les autres voitures du même constructeur ne marquant aucun point, cependant les points sont attribués aux pilotes de ces voitures.
- Le pilote et les équipes ne marquent pas de points s'ils n'accomplissent pas 90 % de la distance du vainqueur.

### Courses
| Manche | Circuit           | Équipe vainqueur C                      | Équipe vainqueur C Junior                     | Équipe vainqueur B                       | Résultats |
| Manche | Circuit           | Pilote vainqueur C                      | Pilote vainqueur C Junior                     | Pilote vainqueur B                       | Résultats |
| ------ | ----------------- | --------------------------------------- | --------------------------------------------- | ---------------------------------------- | --------- |
| 1      | Monza             | Joest Racing                            | Aucun                                         | Racing Team Jürgensen                    | Résultats |
| 1      | Monza             | Bob Wollek Thierry Boutsen              |                                               | Heinz-Christian Jürgensen Edgar Dören    | Résultats |
| 2      | Silverstone       | Rothmans Porsche                        | Jolly Club                                    | Jens Winther                             | Résultats |
| 2      | Silverstone       | Derek Bell Stefan Bellof                | Carlo Facetti Martino Finotto                 | Jens Winther David Mercer Wolfgang Braun | Résultats |
| 3      | Nürburgring       | Porsche Racing Intl.                    | Jolly Club                                    | Edgar Dören                              | Résultats |
| 3      | Nürburgring       | Jacky Ickx Jochen Mass                  | Carlo Facetti Martino Finotto                 | Edgar Dören Helmut Gall Jürgen Hamelmann | Résultats |
| 4      | Le Mans           | Rothmans Porsche                        | Mazdaspeed                                    | Charles Ivey Racing                      | Résultats |
| 4      | Le Mans           | Al Holbert Hurley Haywood Vern Schuppan | Yoshimi Katayama Yojiro Terada Takashi Yorino | John Cooper Paul Smith David Ovey        | Résultats |
| 5      | Spa-Francorchamps | Rothmans Porsche                        | Manns Racing                                  | Jens Winther                             | Résultats |
| 5      | Spa-Francorchamps | Jacky Ickx Jochen Mass                  | Roy Baker David Palmer                        | Jens Winther David Mercer Frank Jelinski | Résultats |
| 6      | Fuji              | Rothmans Porsche                        | Misaki Speed                                  | Aucun                                    | Résultats |
| 6      | Fuji              | Derek Bell Stefan Bellof                | Kiyoshi Misaki Masakazu Nakamura              |                                          | Résultats |
| 7      | Kyalami           | Rothmans Porsche                        | Jolly Club                                    | Jens Winther                             | Résultats |
| 7      | Kyalami           | Derek Bell Stefan Bellof                | Carlo Facetti Martino Finotto Massimo Faraci  | Jens Winther Lars Viggo-Jensen           | Résultats |

### Championnat du monde des constructeurs
Il y a trois classements, un premier pour toutes les catégories, un pour la catégorie C2 et un dernier pour la catégorie B.
Le constructeur de châssis et le constructeur de moteur ont été considérés en tant que constructeur simple, ainsi un châssis avec des moteurs différents fait partie du classement.
Seuls les cinq meilleurs résultats sont pris en compte dans le classement. Les autres points ne sont pas comptabilisés et sont indiqués en italique.

#### Classement toutes catégories C-C Junior-B
| Pos | Châssis | Moteur       | MON | SYL | NÜR | LMS | SPA | FUJ | KYA | Total |
| --- | ------- | ------------ | --- | --- | --- | --- | --- | --- | --- | ----- |
| 1   | Porsche | Porsche      | 20  | 20  | 20  | 20  | 20  | 20  | 20  | 100   |
| 2   | Lancia  | Ferrari      | 3   |     | 8   |     | 6   |     | 15  | 32    |
| 3=  | Nimrod  | Aston Martin |     | 4   |     |     |     |     |     | 4     |
| 3=  | March   | Nissan       |     |     |     |     |     | 4   |     | 4     |
| 5   | Sauber  | BMW          |     |     |     | 2   |     | 1   |     | 3     |
| 6   | Dome    | Toyota       |     |     |     |     |     | 2   |     | 2     |
| 7   | URD     | BMW          |     |     |     |     | 1   |     |     | 1     |

#### Classement catégorie C Junior
| Pos | Châssis | Moteur   | MON | SYL | NÜR | LMS | SPA | FUJ | KYA | Total |
| --- | ------- | -------- | --- | --- | --- | --- | --- | --- | --- | ----- |
| 1   | Alba    | Giannini |     | 20  | 20  |     |     | 15  | 20  | 75    |
| 2=  | Mazda   | Mazda    |     |     |     | 20  |     |     |     | 20    |
| 2=  | March   | Toyota   |     |     |     |     |     | 20  |     | 20    |
| 2=  | Harrier | Mazda    |     |     |     |     | 20  |     |     | 20    |

#### Classement catégorie B
| Pos | Châssis | Moteur  | MON | SYL | NÜR | LMS | SPA | FUJ | KYA | Total |
| --- | ------- | ------- | --- | --- | --- | --- | --- | --- | --- | ----- |
| 1   | Porsche | Porsche | 12  | 12  | 20  | 20  | 15  |     | 15  | 82    |
| 2   | BMW     | BMW     | 20  | 20  |     |     | 20  |     | 20  | 80    |
| 3   | Ford    | Ford    |     |     | 12  |     |     |     |     | 12    |

### Championnat du monde des pilotes
Il n' y a qu'un seul classement, toutes catégories confondues.
| Pos | Pilote                | Constructeur    | Écurie                                              | MON | SYL | NÜR | LMS | SPA | FUJ | KYA | Total |
| --- | --------------------- | --------------- | --------------------------------------------------- | --- | --- | --- | --- | --- | --- | --- | ----- |
| 1   | Jacky Ickx            | Porsche         | Rothmans Porsche                                    | 15  |     | 20  | 15  | 20  | 15  | 12  | 97    |
| 2   | Derek Bell            | Porsche         | Rothmans Porsche                                    | 4   | 20  |     | 15  | 15  | 20  | 20  | 94    |
| 3   | Jochen Mass           | Porsche         | Rothmans Porsche                                    | 15  |     | 20  |     | 20  | 15  | 12  | 82    |
| 4   | Stefan Bellof         | Porsche         | Rothmans Porsche                                    |     | 20  |     |     | 15  | 20  | 20  | 75    |
| 5   | Bob Wollek            | Porsche         | Joest Racing                                        | 20  | 15  | 15  | 6   |     | 8   | 10  | 64    |
| 6   | Thierry Boutsen       | Porsche Rondeau | Joest Racing Richard Lloyd Racing Matsuda Conection | 20  | 12  |     |     | 2   | 10  |     | 44    |
| 7   | Jan Lammers           | Porsche         | Richard Lloyd Racing                                | 6   | 12  | 12  | 3   | 2   |     | 8   | 43    |
| 8   | Axel Plankenhorn (de) | Porsche         | Obermaier Racing                                    | 10  | 10  | 10  | 4   | 8   |     |     | 42    |
| 9   | Vern Schuppan         | Porsche         | Porsche Kremer Racing                               |     | 8   |     | 20  |     | 12  |     | 40    |
| 10  | Stefan Johansson      | Porsche         | Joest Racing                                        |     | 15  | 15  | 6   |     |     |     | 36    |